# PhpBB
phpBB (аббр. от англ. PHP Bulletin Board) — бесплатный веб-форум со свободным исходным кодом, разработанный на языке PHP, поддерживающий различные СУБД, включая MySQL, PostgreSQL, MS SQL Server, MS Access, SQLite, а также Oracle (при наличии необходимых изменений).
Кроме поддержки различных СУБД, достоинствами phpBB являются:
- Несложная в использовании система шаблонов.
- Многоязычный интерфейс: языковые файлы переведены на более чем 50 языков и доступны для свободного скачивания с официального сайта phpBB.
- Большое сообщество пользователей, готовых прийти на помощь.
- Большое количество доступных и обновляемых модификаций.

## История

### phpBB 1.x
17 июня 2000 года Джеймс Аткинсон начал разрабатывать phpBB для нужд своего сайта как простой UBB-подобный форум. Натан Коддинг и Джон Абела (на текущий момент уже бывшие разработчики) присоединились к команде разработчиков после того, как CVS с исходным кодом phpBB был перемещён на SourceForge.net, и началась работа над версией 1.0.0. Полнофункциональная предварительная версия phpBB была готова 1 июля 2000 года.
phpBB 1.0.0 был выпущен 16 декабря 2000 года. Последующие улучшения ветки 1.x были выпущены в виде двух отдельных версий: phpBB 1.2.0 был выпущен 16 февраля 2001 года и 1.4.0 25 апреля 2001 года. Версия 1.4.4, последняя из линейки 1.x, была выпущена 6 ноября 2001 года. В период работы над веткой 1.x к команде разработчиков присоединились Барт ван Брегт (Bart van Bragt), Пол С. Оуэн (Paul S. Owen, бывший соуправляющий проекта), Джонатан Хаазе (Johnathan Haase, бывший член команды разработчиков) и Френк Фейнголд (Frank Feingold).

### phpBB 2.0.x
Работа над phpBB 2.0.x была начата 17 февраля 2001 года. Его разработка велась с нуля — возможности ядра версии 1.x.x шли вразрез с амбициями разработчиков phpBB. Чуть позже к команде разработчиков присоединился Дуг Келли (Doug Kelly, сейчас уже бывший член команды разработчиков). Спустя год разработки и всестороннего тестирования — 4 апреля 2002 года (на три дня позже назначенного срока) была выпущена phpBB 2.0.0, названная «Очень пушистая» («Super Furry»).
В декабре 2004 года большое количество сайтов было взломано червём Santy, который использовал уязвимость устаревших версий phpBB, позволяющую перезаписывать PHP-скрипты и HTML-страницы.
Версия 2.0.23, вероятнее всего последняя из ветки 2.0.x, была выпущена 17 февраля 2008 года. Выпуск новых версий ветки 2.0.x включал лишь исправления ошибок работы форума и системы безопасности.
1 января 2009 года была прекращена поддержка phpbb 2.0.хх.

### phpBB 2.2
Работа над следующей версией была начата почти сразу после выхода phpBB 2.0.0 и продолжалась в течение последующих нескольких лет. Однако 14 января 2005 года было объявлено о том, что версия phpBB 2.2 опубликована не будет. Из-за значительных изменений в коде, которые привели к слабой обратной совместимости новой версии с phpBB 2.0, было решено переименовать новую версию в 3.0.0.

### phpBB 3.0 (Olympus)
Основой этой версии послужил код так и не законченного phpBB 2.2.
Первая бета-версия phpBB3 была опубликована 18 июня 2006 года и за ней последовали еще четыре, прежде чем 20 мая 2007 года phpBB3 был присвоен статус релиз-кандидата. Последний, восьмой, релиз-кандидат был выпущен 1 декабря 2007 года.
Дата финального релиза была назначена десять дней спустя — phpBB 3.0 Gold увидел свет 13 декабря 2007 года.
Последняя версия phpBB — 3.0.12 — вышла 28 сентября 2013 года.

### phpBB 3.1 (Ascraeus)
28 октября 2014 года была выпущена версия 3.1 под кодовым названием Ascraeus. Основные нововведения:
- моды заменены системой расширений, что позволит избежать необходимости внесения изменений в код для расширения функциональности;
- как следствие предыдущего улучшения, намного упростилось обновление от версии к версии, для которого потребуется только копирование новых файлов и запуск скрипта обновления базы данных;
- добавлена функция «корзины» — теперь есть возможность восстанавливать удаленные сообщения и темы, что может быть настроено на уровне прав пользователей и групп;
- важные объявления теперь привязаны к форумам, в которых они были созданы, что упрощает работу по распределению прав доступа;
- добавлена форма для связи с администрацией;
- стиль по умолчанию «prosilver» стал адаптивным, что означает удобство его использования как на настольных компьютерах, так и на мобильных устройствах;
- добавлена система уведомлений;
- система аватар теперь поддерживает Gravatar;
- добавлена возможность регистрации и входа с помощью сторонних сервисов, таких, как Google, Bit.ly, Facebook и других на основе системы OAuth;
- добавлена поддержка AJAX
- ...и многие другие.

### phpBB 3.2 (Rhea)
7 января 2017 года выпущена версия 3.2 под кодовым названием Rhea.

## phpBB в WAP-пространстве
Хоть данный скрипт форума и ориентирован на веб-аудиторию, он есть и в WAP-версии.
Для ветки 3.x форума phpbb3 имеется WAP-версия основанная на дополнительном стиле и модификации — «phpBB3 WAP Style». 
Данная WAP-версия является единственным действующим модом, размещённым на официальном сайте и прошедшим проверку официальными разработчиками phpBB.